# Eiffage
Eiffage es un grupo de construcción, concesiones y servicio público francés, fundado en 1993 por la fusión de Fougerolle y SAE.
Se trata del tercer grupo constructor del país galo tras VINCI y Bouygues, el cuarto a nivel europeo y el decimocuarto a nivel mundial.
Alguna de sus construcciones más simbólicas son el Viaducto de Millau, la Ópera de Sídney, la Pirámide del Louvre y el túnel bajo el Canal de la Mancha.

## Filiales
- Eiffage Construction. Dedicada a la construcción.
- Eiffage Travaux Publics. Dedicada a los servicios públicos.
- Forclum. Dedicada a los trabajos eléctricos.
- Eiffel. Dedicada a las estructuras metálicas.
- Eiffage Concessions. Dedicada a las concesiones de servicios
- APRR. Autoroutes Paris Rhin Rhône, Dedicada a la explotación de autopistas francesas.
- Eiffage Infraestructuras. Filial Española de Eiffage Travaux Publics
- Eiffage Energía Sistemas. Filial Española de Eiffage Energie Systemes

## Eiffage Construction
La principal rama de Eiffage, Eiffage Construction, desarrolla su actividad principalmente en tres campos:
- La construcción.
- La promoción inmobiliaria.
- El urbanismo y el mantenimiento global del patrimonio.